# Callispa nigronotata
Callispa nigronotata es un coleóptero de la familia Chrysomelidae.
Fue descrita científicamente por primera vez en 1931 por Pic.